# Pilea ophioderma
Pilea ophioderma är en nässelväxtart som beskrevs av Ellsworth Paine Killip. Pilea ophioderma ingår i släktet pileor, och familjen nässelväxter. Inga underarter finns listade i Catalogue of Life.